# Scout (periodico)
Scout è la testata ufficiale di AGESCI, ad uscita mensile, nonostante, essendo distribuita per fasce d'età, venga ricevuta in tempi differenti dai soci. Il direttore responsabile della testata è Sergio Gatti.

## Descrizione
È divisa in 4 riviste differenziate per branche (fasce d'età).
- Scout Giochiamo è rivolta ai soci dagli 8 ai 11/12 anni (Lupetti e Coccinelle). Capo redattore: Stefania Brandetti.
- Scout Avventura è rivolta ai soci dagli 11/12 ai 16 anni (Esploratori e Guide). Capo redattore: Paolo di Tota
- Scout Camminiamo Insieme è rivolta ai soci dai 16 ai 20/21 anni (Rover e Scolte). Capo redattore: Giorgia Sist.
- Scout Proposta Educativa è rivolta ai soci adulti (Capi dell'associazione). Capo redattore: Laura Bellomi.

Ciascuna rivista è consultabile online e viene inviata ai soci che ne hanno fatto richiesta rispettivamente alla branca di appartenenza. È possibile abbonarsi anche se non si rientra nelle due categorie precedenti.
Alcuni numeri (ad esempio quelli con i documenti preparatori e gli atti del Consiglio generale) non rientrano in queste quattro sotto-testate.